# Manuel Gancedo Sáenz
Manuel Gancedo Sáenz fue un militar español que combatió en la Guerra Civil Española y la Segunda Guerra Mundial.

## Biografía
Militar de profesión, fue miembro de la masonería, donde alcanzaría el rango de venerable maestre en el triángulo «Fermín Galán» de Barbastro. En 1934 fue destinado al Cuerpo de Seguridad, en la región catalana. Durante el periodo de la Segunda República estuvo afiliado a la Unión Militar Republicana Antifascista (UMRA). Cuando en julio de 1936 estalló la Guerra civil, Gancedo Sáenz ostentaba la graduación de capitán de infantería y se encontraba destinado en Barcelona. Durante la contienda alcanzó el rango de teniente-coronel y llegó a dirigir la 32.ª División en los frentes de Aragón y Cataluña. Finalizada la contienda se exilió en Francia. 
Durante la Segunda Guerra Mundial formó parte de la Resistencia francesa, donde tuvo un papel activo.